# Prasonica
Genre
Synonymes
- Lobetina Simon, 1895

Prasonica est un genre d'araignées aranéomorphes de la famille des Araneidae.

## Distribution
Les espèces de ce genre se rencontrent en Afrique, en Asie et en Océanie.

## Liste des espèces
Selon World Spider Catalog (version 21.0, 05/05/2020) :
- Prasonica albolimbata Simon, 1895
- Prasonica anarillea Roberts, 1983
- Prasonica hamata Thorell, 1899
- Prasonica insolens (Simon, 1909)
- Prasonica nigrotaeniata (Simon, 1909)
- Prasonica opaciceps (Simon, 1895)
- Prasonica plagiata (Dalmas, 1917)
- Prasonica seriata Simon, 1895

## Publication originale
- Simon, 1895 : Histoire naturelle des araignées. Paris, vol. 1, p. 761-1084 (texte intégral).